# Nando Martínez
Fernando Martínez Perales, más conocido como Nando (Valencia, España, 31 de mayo de 1967) es un exfutbolista y entrenador español que actualmente dirige al Yugo-Unión Deportiva Socuéllamos Club de Fútbol de la Segunda Federación.

## Trayectoria

### Como jugador
Es un lateral izquierdo formado en las categorías inferiores del Don Bosco de Valencia. Siendo juvenil fue fichado por el Levante Unión Deportiva. Tras debutar con este club en Segunda División B, fue vendido al Valencia Club de Fútbol donde permaneció hasta 1992, cuando la presencia del brasileño Leonardo y la poca continuidad que tuvo con Guus Hiddink fue traspasado al Deportivo de La Coruña.
En las filas del Superdépor ganó la Copa del Rey y la Supercopa de España en 1995, donde permaneció hasta mediados de la temporada 1997-98, cuando sería traspasado al Sevilla FC de la Segunda División de España. Con el conjunto sevillista, lograría el ascenso, jugando nuevamente en la Primera División la temporada 1999-00.
En la temporada 2000-01, regresa a Galicia fichando por la SD Compostela de la Segunda División de España, donde juega durante una temporada.
En 2001, firma por el Atlético Arteixo en el que jugaría durante dos temporadas, colgando las botas como jugador en 2003.

#### Selección nacional
Fue internacional absoluto en dos ocasiones.

### Como entrenador
Su formación en los banquillos sería en las categorías juveniles del Ural Club de Fútbol. En diciembre del 2009, debuta como entrenador en las filas de la UD Somozas del Grupo I de la Tercera División de España, en el que trabajaría durante dos temporadas y media.
En junio del 2011, firma como entrenador del CCD Cerceda del Grupo I de la Tercera División de España.
En junio de 2013 ficha como entrenador por el Pontevedra Club de Fútbol del Grupo I de la Tercera División de España.
En octubre de 2015, ficha como segundo entrenador en la Premier League de Armenia hasta octubre de 2016. Fueron campeones de la Copa de Armenia en la temporada 2016.
El 31 de julio de 2017, firma como director deportivo del CD Buñol de la Tercera División de España, pero unas semanas después dimitiría de su cargo.
El 7 de junio de 2019, firma como entrenador del Laracha Club de Fútbol de la Preferente Galicia.
El 27 de agosto de 2020, firma como director deportivo del Llíria UD de la Regional Valenciana.
El 14 de julio de 2021, se convierte en director deportivo del Sada Club de Fútbol.
En la temporada 2022-23, Nando firma por el CF Rayo Majadahonda para realizar tareas de Scouting en cuerpo técnico de Alfredo Santaelena.
El 29 de marzo de 2023, firma como entrenador del Yugo-Unión Deportiva Socuéllamos Club de Fútbol de la Segunda Federación.

## Trayectoria

### Como futbolista
- Levante UD (1984-1987)
- Valencia CF (1987-1992)
- RC Deportivo (1992-1998)
- Sevilla FC (1998-2000)
- SD Compostela (2000-2001)
- Atlético Arteixo (2001-2003)

### Como entrenador
- UD Somozas (2009-2011)
- CCD Cerceda (2011-2012)
- Pontevedra CF (2013)
- Laracha Club de Fútbol (2019)
- Llíria UD (Director Deportivo) (2020-2021)
- Sada Club de Fútbol (Director Deportivo) (2021-2022)
- Yugo-Unión Deportiva Socuéllamos Club de Fútbol (2023-actualidad)

## Palmarés
- Copa del Rey 1995  con el RC Deportivo
- Supercopa de España de Fútbol 1995 con el RC Deportivo